# فرودگاه آبی پورت آلبرنی
فرودگاه آبی پورت آلبرنی (به انگلیسی: Port Alberni Water Aerodrome) یک فرودگاه همگانی است که یک باند فرود آب دارد. این فرودگاه در کشور کانادا قرار دارد و در ارتفاع ۰ متری از سطح دریا واقع شده است.